# Saint-Étienne-l’Allier
Saint-Étienne-l’Allier település Franciaországban, Eure megyében. Lakosainak száma 524 fő (2022. január 1.). Saint-Étienne-l’Allier Saint-Martin-Saint-Firmin, Saint-Georges-du-Vièvre, Saint-Siméon, Saint-Pierre-des-Ifs és Saint-Christophe-sur-Condé községekkel határos.

## Népesség
A település népessége az elmúlt években az alábbi módon változott:
| Lakosok száma | 351  | 378  | 436  | 445  | 560  | 562  | 547  | 547  | 541  | 524  |
|               | 1968 | 1982 | 1990 | 2006 | 2013 | 2015 | 2017 | 2019 | 2020 | 2022 |